# 西蒙·唐纳森
西蒙·唐纳森，FRS（英語：Simon Donaldson，1957年8月20日—），英国数学家，研究领域为四维微分流形的几何与拓扑。利用从规范场论发展出来的技术手段，尤其是对椭圆偏微分方程的创造性应用，他于80年代找到了四维流形的系列不变量，进而发现特定的四维流形容许无穷多个微分结构，“震惊了数学界”（Atiyah，1986）。

## 荣誉
西蒙·唐纳森获得的荣誉包括：怀特海德奖（1985），菲尔兹奖（1986），皇家獎章 (1992)，克拉福德奖（1994），内默斯数学奖（2008），邵逸夫奖（2009），数学突破奖（2014），和维布伦几何奖（2019）。